# Борислав Ђурђевић
Борислав Ђурђевић рођен је у Теслићу, СФРЈ, 1. децембра 1963. године. Новинар је и публициста, војно-политички коментатор. Сарађивао је у више листова у бившој Југославији, међу којима Спортске новости, Вечерњи лист, Вјесник, Дело, Политика, Осмица, бањалучки Глас Српске, као и низа других гласила и часописа. Након престанка бављења новинарством, у Брчком је, гдје сада живи, организатор Видовданске трке Брчко, која уједно представља и једну од највећих трка на 10 km на цести у свијету. Члан је директоријума АИМС (Свјетске федерације трка и маратона) као и органа Атлетског савеза Републике Српске и БиХ. Предсједник је управе Атлетског клуба „Брчко“ из Брчког.